# Revolução siciliana de 1848

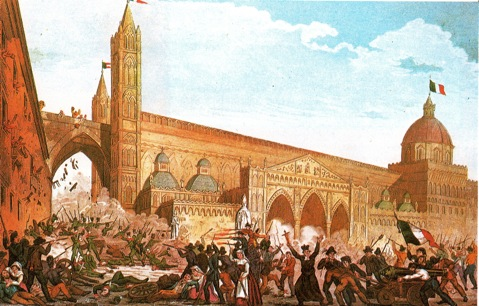
Revolta Siciliana (1848-1849) em Palermo

A revolução siciliana de independência de 1848 (em siciliano: Rivuluzzioni nnipinnintista siciliana dû 1848; Italiano: Rivoluzione siciliana del 1848) ocorreu em um ano repleto de revoluções e revoltas populares. Começou em 12 de janeiro de 1848 e, portanto, foi a primeira das numerosas revoluções a ocorrer naquele ano. Três revoluções contra o domínio dos Bourbon já haviam ocorrido na ilha da Sicília a partir de 1800: esta última resultou em um estado independente (o autoproclamado Reino da Sicília) sobrevivendo por 16 meses. A Constituição que sobreviveu aos 16 meses estava bastante avançada para sua época em termos democráticos liberais, assim como a proposta de uma confederação italiana unificada de Estados. Foi, na verdade, um levantador de cortinas para o fim do reino Bourbon das Duas Sicílias, que foi iniciado pela Expedição dos Mil de Giuseppe Garibaldi em 1860 e culminou com o cerco de Gaeta de 1860-1861 e com a proclamação do Reino unificado da Itália.